# Joaquim José Machado
Joaquim José Machado, mais conhecido por Conselheiro Joaquim Machado ou Major Machado GCC • ComA • GOA • OSE (Lagos, 24 de Setembro de 1847 – Lisboa, 22 de Fevereiro de 1925) foi um engenheiro, militar e político português.

## Biografia

### Nascimento e formação
Nasceu na cidade de Lagos, em 24 de Setembro de 1847.
Formou-se em engenharia.

### Carreira militar e política
Depois de terminar a sua carreira académica, assentou praça em Outubro de 1869, tendo sido promovido a Alferes em 1873, Tenente em 1875, Capitão em 1876, Major em 1887, Tenente-Coronel em 1892, e a Coronel em 21 de Novembro de 1895. Atingiu depois a posição de General.
Em 1877, foi nomeado para director das Obras Públicas de Moçambique. Realizou várias obras naquela província, destacando-se o planeamento do traçado do Caminho de Ferro de Lourenço Marques a Pretória, projecto do qual foi encarregado pelo presidente da República do Transvaal, Paul Kruger. Este estadista enviou um convite especial a Joaquim Machado, para a cerimónia de inauguração daquela ligação ferroviária, em 1895.

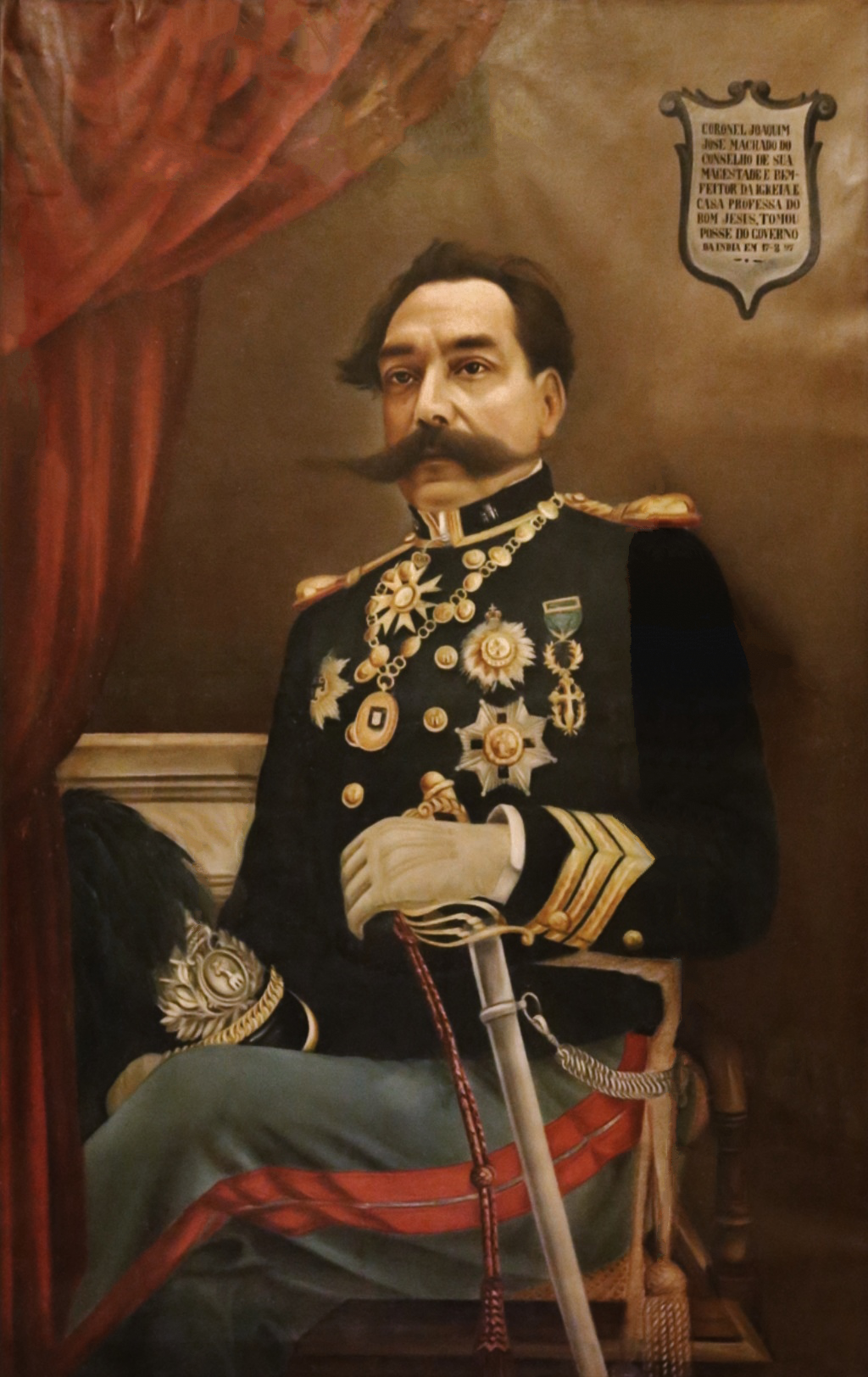
Joaquim José Machado enquanto Governador da Índia Portuguesa

Em 1890, foi nomeado Governador da Província de Moçambique, cargo que exerceu até 1891. Nesta posição, destacou-se pelo seu papel durante o Ultimato britânico de 1890. Também foi responsável pela construção do Caminho de Ferro de Moçâmedes, em Angola.
Também desempenhou os cargos de governador da Companhia de Moçambique e director das Obras Públicas de Moçâmedes. Foi Governador de Moçambique em outras duas oportunidades, em 1900 e entre 1914 e 1915.
Entre 1897 e 1900, foi o 110.º Governador da Índia Portuguesa. Em 1902, data em que possuía o título de conselheiro, viajou para Londres para discutir as tarifas do Caminho de Ferro de Mormugão,, tendo feito parte de uma comissão para a exploração daquele caminho de ferro.

### Morte
Morreu em Lisboa, no dia 22 de Fevereiro de 1925.

## Homenagens
Foi feito Comendador e Grande-Oficial da Ordem Militar de Avis, Oficial da Ordem Militar de Sant'Iago da Espada e Grã-Cruz da Ordem Militar de Cristo a 28 de Junho de 1919.

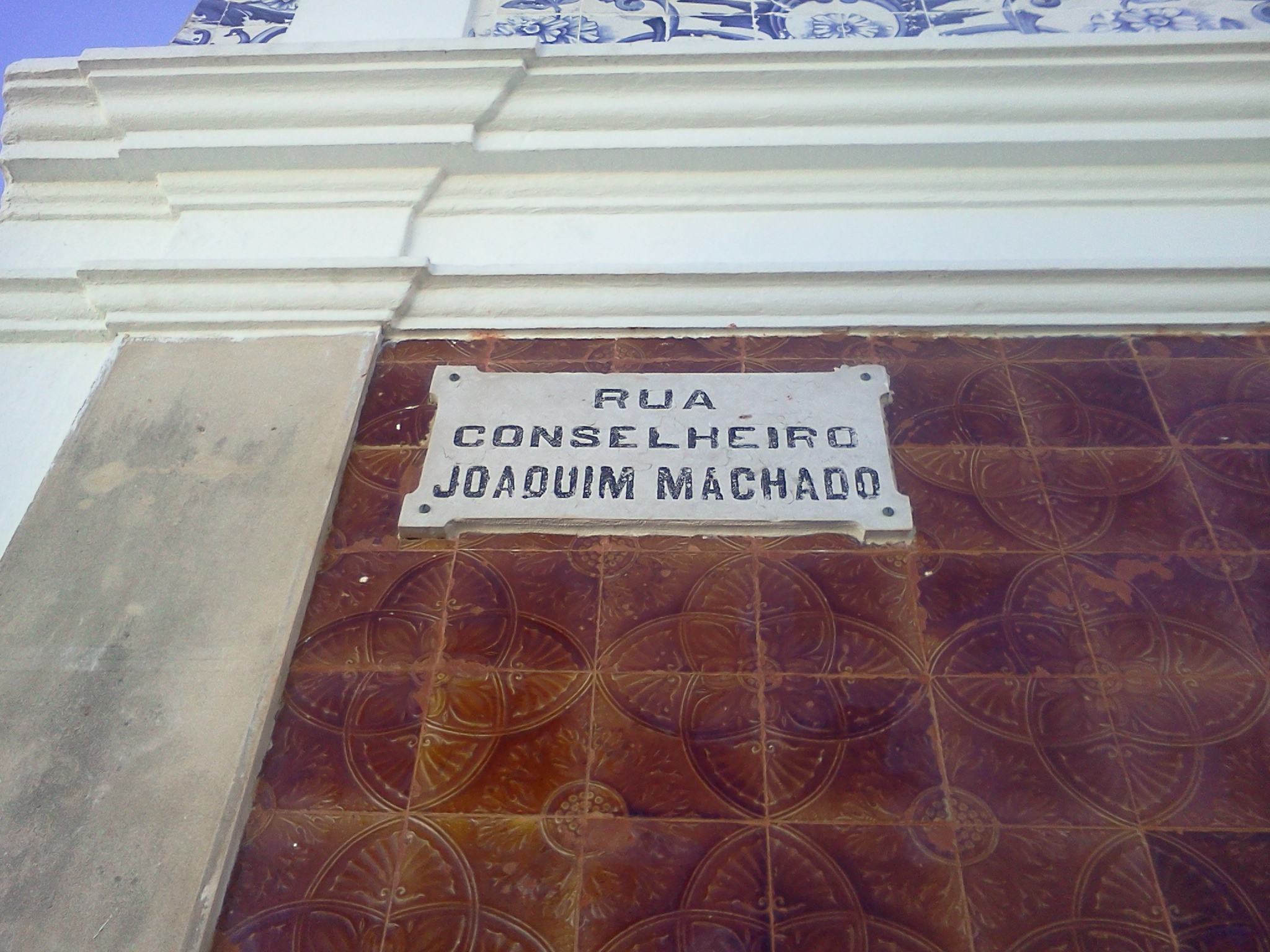
Placa toponímica da Rua Conselheiro Joaquim Machado, na cidade de Lagos.

Foi homenageado pela Sociedade de Geografia de Lisboa em 1953, que expôs um busto seu, da autoria do escultor Raul Xavier. Na imprensa algarvia surgiu a ideia de colocar uma placa comemorativa na habitação onde nasceu e de uma réplica do seu busto numa praça da cidade de Lagos. Em Angola, foram erigidos três monumentos em sua honra. O seu nome foi colocado na cidade angolana de Camacupa, e uma região da África do Sul, por onde passava o Caminho de Ferro de Lourenço Marques, foi baptizada como Machadodorp, como resultado da combinação entre o seu nome e o topónimo dorp, que significa pequena localidade em africânder.
O seu nome foi colocado numa rua em Lagos em 24 de Outubro de 1895, por proposta do presidente da Câmara Municipal. Na freguesia de São Domingos de Benfica, em Lisboa, existe o Largo General Joaquim José Machado, onde foi inaugurado um busto em Fevereiro de 2017.